# Megalestes raychoudhurii
Megalestes raychoudhurii är en trollsländeart som beskrevs av Lahiri 1987. Megalestes raychoudhurii ingår i släktet Megalestes och familjen Synlestidae. IUCN kategoriserar arten globalt som otillräckligt studerad. Inga underarter finns listade i Catalogue of Life.